# Kata Gatame

Kata Gatame

Kata Gatame (肩固) je judo technika z kategorie Katame Waza – techniky znehybnění, podkategorie Osae Komi Waza – techniky držení. Patří mezi základní techniky držení, proto je ji třeba znát už při skládání zkoušek na čtvrté kyu. Jedná se o velmi silné držení, neboť soupeře držíme oběma rukama kolem jeho krku. I proto se toto držení může velmi rychle změnit ve škrcení.

## Provedení
Tori (útočník) obejme pravou rukou ukeho (obránce) šíji a hrudníkem tiskne soupeře k tatami. Pravé koleno opírá o ukeho bok, levou nohu má opřenou prsty o zem a udržuje stabilitu. Obě paže má tori pod šíjí soupeře spojené. Jestliže paže stiskne, změní se držení v účinné škrcení.